# VOYO
VOYO este o platformă cu conținut video, tip SVOD (conținut video pe bază de abonament) aparținând trustului Pro TV. Pe platformă pot fi găsite toate canalele deținute de Pro TV SRL (Pro TV, Acasă TV, Pro TV Internațional, Pro Arena, Pro Cinema, Acasă Gold, Pro TV News), emisiuni exclusiv digitale, filme, seriale, sezoane integrale ale emisiunilor Pro TV și competiții sportive. 
Platforma a fost înființată la 1 august 2011 fiind prima platformă de tip SVOD și TVOD (conținut pe baza de achiziție) din România. Din toamna 2020 emisiunile înregistrate și serialele difuzate pe Pro TV au fost publicate cu o zi înainte pe VOYO. În februarie 2021 platforma VOYO a fost actualizată., 
VOYO este un brand internațional disponibil cu versiuni locale în România, Cehia, Slovacia, Bulgaria și Slovenia. Aparținând tot de trustul Pro TV, mai este disponibilă și platforma video Pro TV Plus – o platformă tip AVOD. În România, cele două platforme, VOYO și Pro TV Plus, oferă conținut video alături de alte platforme locale (Prima Play, TVR Plus, AntenaPlay etc.) și internaționale (Netflix, Max, Amazon Prime Video, Disney+, YouTube etc.).

## Canale

### Canale actuale
- Pro TV
- Acasă TV
- Pro TV Internațional
- Pro Arena
- Pro Cinema
- Acasă Gold
- Pro TV News (canal online) (fostul VOYO News)
- Espreso TV (canal ucrainean)
- Rada TV (canal ucrainean)

Fostele canale
- VOYO Cinema (canal online)
- VOYO Action (canal online)
- VOYO Comedy (canal online)
- VOYO Sport (canal online)

## Conținut
VOYO are un conținut video variat, de la filme, la seriale, emisiuni digitale sau evenimente difuzate exclusiv online. 
Filme: portofoliul VOYO conține filme românești de renume (ex: Seria Liceenii, Seria Mărgelatu, Vlad Țepeș, etc.), dar și filme cunoscute la nivel internațional (ex: Seria Divergent, Hoți de Onoare, Spionul din Vecini, Instrumente Mortale: Orașul Oaselor, etc.)
Seriale: în lista serialelor disponibile pe VOYO pot fi găsite clasicele seriale ale anilor (toate sezoanele) cum ar fi Îngerașii, Inimă de Țigan, Lacrimi de Iubire, Regina dar și formate internaționale îndrăgite cum ar fi telenovelele turcești Fatmagul și Rămâi Lângă Mine
Emisiuni: O mare parte din emisiunile deja difuzate la Pro TV din sezoanele trecute sunt disponibile pe VOYO (Vocea României, Românii au Talent, Pe Bune?!, etc.). Librăria conține chiar și emisiuni internaționale cum ar fi Războiul Depozitelor, Americanii au Talent și Camionagiii Ghețurilor.
Evenimente sportive: VOYO deține, de asemenea, și competiții sportive cum ar fi UEFA EURO 2020, UFC, FA Cup, UEFA Europa League și UEFA Europa Conference League.
Podcasturi: VOYO are în portofoliu și podcasturi cum ar fi “Cu Inima la Vedere”, un podcast realizat de Amalia Enache în colaborare cu Hopes and Homes for Children, dar și “Lucruri Simple” găzduit de Horia Brenciu, care se poate vedea pe VOYO cu 3 zile înainte să fie lansat.

### Conținut exclusiv online
În portofoliul VOYO se regăsesc și emisiuni exclusiv digitale, nișate pe diverse subiecte cum ar fi ePlan (emisiune dedicată afacerilor online), Doctor de bine (emisiune dedicată sănătății fizice și psihice), iBani (emisiune dedicată educației financiare) și multe altele. Majoritatea emisiunilor online sunt disponibile și pe Pro TV Plus (unde sunt produse inițial emisiunile menționate pentru acea platformă).
În trecut Voyo a oferit în exclusivitate și serialele americane Culisele puterii și Lista neagră. dar și emisiunile originale IMPROvSHOW  și Cel mai tare din parcare.
Voyo Original
Din 18 februarie 2021 VOYO a lansat Voyo Original, un „bloc” de programe format din podcast-uri, reality-show-uri sau mini serii. Producțiile Voyo Original sunt: Survivor Extrashow, Românii au talent: Backstage Show, The Wrong Podcast și Aventura... strigați  ura!.

### Evenimente difuzate online exclusiv pe VOYO
Pe lângă conținutul video divers disponibil pe VOYO, această platformă reprezintă și una dintre platformele video care difuzează evenimentele exclusiv online.
Printre aceste evenimente se numără: Decernarea Premiilor Oscar 2021, Gala Premiilor GOPO 2021, UEFA EURO 2020, UFC.

### UEFA EURO 2020
În anul 2021, VOYO.RO a fost singurul distribuitor online al întregului Campionat European UEFA EURO 2020.
Începând cu 11 iunie, până pe 11 iulie 2021, VOYO.RO a distribuit toate cele 51 de meciuri, atât live, cât și în regim de catch-up (acestea sunt disponibile online pe VOYO până la finalul anului 2021).

### Galele UFC
VOYO distribuie cea mai mare promoție de MMA din lume, UFC. Din toamna anului 2021 toate galele UFC se transmit în regim LIVE dar și catch-up.

## Beneficii
Odată cu activarea abonamentului VOYO, utilizatorii platformei se pot bucura de întreg conținutul VOYO fără să fie întrerupți de reclame și conținutul poate fi vizionat la calitate Full HD.

### Înainte să apară la TV
Începând cu toamna anului 2020, VOYO a introdus un nou beneficiu pentru abonații premium, și anume posibilitatea de a viziona producțiile înregistrate ale Pro TV cu 24 de ore înaintea difuzării la TV 
VOYO a fost prima platforma SVOD din România care a introdus acest beneficiu pentru abonații săi.

## Abonamente
Persoanele care își doresc să se aboneze la platforma video VOYO au mai multe opțiuni privind pachetele oferite și metodele de plată. Plata unui abonament se poate realiza prin card bancar sau SMS.
Abonament lunar: prețul unui abonament lunar este de 4.00 EUR +TVA pe lună
Abonament anual: prețul unui abonament anual este de 3.00 EURO +TVA pe lună

## Actualizarea din 2021
Pentru platforma VOYO, anul 2021 a venit cu schimbări drastice, atât vizuale, cât și tehnice. La începutul anului 2021, VOYO a anunțat actualizarea platformei, a design-ului, dar și a player-ului folosit. Aceasta actualizare a fost una majoră. Estetic, VOYO a lăsat culorile deschise și design-ul tineresc în spate, optând pentru un look elegant, preponderent negru, cu elemente cheie de diverse nuanțe de mov. Odată cu lansarea noii platforme, VOYO a anunțat public beneficiile oferite abonaților premium, printre care și opțiunea de vizualizare a producțiilor cu 24 de ore înainte de difuzarea pe post. Tot în prima parte a anului 2021, VOYO a continuat procesul de schimbare cu actualizarea aplicațiilor din Google Play și AppStore, dar și actualizarea aplicațiilor pentru Smart TV.

## Disponibilitate în afara României
VOYO deține conținut restricționat geografic pe teritoriul României. Cu toate acestea, conform prevederilor Regulamentului (UE) 2017/1128 al Parlamentului European si al Consiliului din 14 iunie 2017 privind portabilitatea transfrontaliera a serviciilor de continut online in cadrul pietei interne, VOYO poate activa portabilitatea UE dacă utilizatorul îndeplinește anumite condiții.
Pentru a face posibil ca întregul conținut VOYO să poată fi accesat și utilizat de pe teritoriul oricărui alt stat membru al Uniunii Europene, Pro TV trebuie să verifice dacă utilizatorul este un rezident al României. În vederea realizării acestei verificări, utilizatorul va trimite către adresa de e-mail menționată în pagina "Termeni și Condiții" copia cărtii sale de identitate valabile la data trimiterii și, totodată, va indica adresa de e-mail folosită pentru accesarea și utilizarea VOYO. După verificarea validității informațiilor oferite, în măsura în care reprezentanții Pro TV vor stabili că utilizatorul are reședința în România, conținutul VOYO va putea fi accesat și utilizat din tările membre ale Uniunii Europene în termen de 72 ore de la data trimiterii informațiilor anterior menționate.

## Dispozitive Compatibile
Telefoane și tablete Android
VOYO este disponibil pentru dispozitivele care rulează Android 9 și versiuni ulterioare. Pentru a putea folosi noul VOYO, nu uitați să vă actualizați dispozitivul pe Google Play.
iPhone și iPad
VOYO este disponibil pentru dispozitivele care rulează iOS 12.5 și versiuni ulterioare. Pentru a putea folosi noul VOYO, nu uitați să vă actualizați dispozitivul.
Browsere web pe MS Windows
Pentru cea mai bună experiență VOYO, este recomandat să utilizați browser-ul web Chrome.
Browsere web Apple
Pentru cea mai bună experiență VOYO, este recomandat să utilizați browsere web moderne, sunt acceptate atât Chrome, cât și Safari nativ.
Browsere web pe Linux
Pentru cea mai bună experiență Voyo, este recomandat să utilizați browser-ul web Chrome.
Android TV
Pe Android TV aplicația VOYO poate fi descărcată direct de pe Google Play.
Apple TV
Aplicația VOYO poate fi descărcată direct de pe Apple TV cu tvOS 12 sau o versiune superioară direct din interfața App Store.
LG TV
Sistem de operare WebOS, an de fabricație 2018+
Samsung TV
Sistem de operare Tizen, an de fabricație 2018+
Hisense
Sistem de operare VIDAA, an de fabricație 2018+
Google Chromecast
Aplicația VOYO oferă posibilitatea proiectării conținutului pe un Smart TV compatibil Chromecast (sau dispozitiv Chromecast extern) direct din aplicația VOYO de pe telefonul mobil Android. Dacă televizorul respectiv nu acceptă Chromecast, este recomandat să utilizați un Chromecast extern, caz în care recomandarea este Google Chromecast 3.

Dotări tehnice minime în cazul echipamentelor cu sisteme de operare Windows:
Procesor i3 SkyLake, memorie RAM 8Gb, Placă video cu accelerator grafic, placă de sunet, sistem de operare minim Windows 7, cea mai nouă versiune de browser pusă la dispoziția publicului de fiecare dezvoltator în parte, cum ar fi, dar fără a se limita la Mozilla Firefox, Google Chrome etc.

Dotări tehnice minime în cazul echipamentelor cu sisteme de operare Mac OS:
Procesor i3 SkyLake, memorie RAM 8Gb, sistem de operare minim Mac OS 10.11, cea mai nouă versiune de browser pusă la dispoziția publicului de fiecare dezvoltator în parte, cum ar fi, dar fără a se limita la, Mozilla Firefox, Google Chrome etc.

Viteza conexiune internet:
Pentru calitatea SD a conținutului VOYO - rata de transfer de minim 4 Mbps;
Pentru calitatea HD a Conținutului VOYO - rata de transfer de minim 7 Mbps;

## Canale de Social Media
Odată cu actualizarea platformei și a aplicațiilor, VOYO a adoptat noul look și pe canalele lor de Social Media: Facebook, Instagram și TikTok